# Milan Suskavcevic
Milan Suskavcevic (nacido el 19 de noviembre de 1997 en Cetiña, Montenegro) es un jugador de baloncesto profesional montenegrino que mide 2,10 metros y actualmente juega de pívot en el Club Imprenta Bahía San Agustín-Ávoris de la Liga LEB Oro.

## Trayectoria
Nacido en la localidad montenegrina de Cetiña en 1997, Suskavcevic llegó en 2014 al baloncesto español de la mano del Baloncesto Fuenlabrada que lo incorporó a sus categorías inferiores procedente del KK Budućnost Podgorica, club en el que se formó como jugador hasta 2014, año en el que se produjo su fichaje con el equipo madrileño.
Su primera experiencia en el baloncesto español llegó en el Viten Getafe de LEB Plata en la temporada 2015-16, promediando un total de 3,3 puntos, 2,8 rebotes por partido jugando una media de 12,43 minutos por encuentro en sus doce partidos disputados. En su siguiente temporada, jugando con el Viten Fuenlabrada de la Liga EBA, jugó un total de 26 encuentros promediando una medía de 9,1 puntos, 5,9 rebotes y 0,7 asistencias por encuentro con una media de 19,36 minutos por partidos.
En la temporada 2017-18 se incorpora a las filas del Bàsquet Girona con el que disputa un total de 24 partidos promediando 3,9 puntos, 4,3 rebotes y 0,3 asistencias en los 11,02 minutos jugados por encuentro. 
En las temporada 2018-19 y 2019-20 jugaría en las filas del CB Villarrobledo en las que participó activamente jugando un total de 34 partidos promediando 2,7 puntos, 3,4 rebotes y 0,2 asistencias por partido. En su segunda temporada en el cuadro manchego disputó siete encuentros en los que promedió 4,7 puntos, 6 rebotes y 0,7 asistencias por encuentro con una media de 16,05 minutos por encuentro.
El 21 de julio de 2020, se hace oficial su fichaje por el Palmer Alma Mediterránea Palma de la Liga LEB Oro, durante una temporada.
El 24 de mayo de 2023, se oficializa su contratación en el equipo Búcaros de Bucaramanga, participante de la Liga Profesional de Baloncesto de Colombia.